# 江山港
江山港，古称大溪、鹿溪、须江，钱塘江上游支流，位于浙江省衢州市境内，发源于江山县闽浙边界龙井口村（海拔1060千米），至衢州市区与常山港合流为衢江，全长137.4千米。上游又称定村溪，长30千米。江山县在古代是水陆转运要口，自1933年杭州至江山铁路开通后，江山港的水运逐渐衰退。江山港干流有白水坑、碗窑两座大型水库，此外附近还有江郎山风景区。江山港干流属于浙江省省级湿地公园。